# Sallatherium altiplanense
Sallatherium altiplanense è un mammifero notoungulato estinto, appartenente ai tipoteri. Visse nell'Oligocene superiore (circa 25 - 27 milioni di anni fa) e i suoi resti fossili sono stati ritrovati in Sudamerica.

## Descrizione
Questo animale doveva assomigliare, come dimensioni, a una lepre attuale (Lepus europaeus), anche se l'aspetto era forse più simile a quello dei pika (gen. Ochotona). Rispetto all'affine e più piccolo Prohegetotherium, Sallatherium era caratterizzato da ossa nasali estremamente allungate e sottili, da denti giugali superiori con un solco labiale posto più medialmente e dalla sinfisi mandibolare molto più stretta. In generale, il muso di Sallatherium risultava più stretto e allungato. Il secondo e il terzo incisivo e il canino superiori erano più piccoli rispetto a quelli di Prohegetotherium, mentre tra il terzo incisivo inferiore e il canino inferiore era presente un diastema.

## Classificazione
Sallatherium è un rappresentante degli egetoteriidi, un gruppo di notoungulati di piccole dimensioni e di aspetto simile a quello dei lagomorfi; in particolare, le caratteristiche dentarie di questo animale indicano che doveva essere imparentato con Prohegetotherium e Hegetotherium, nell'ambito della sottofamiglia Hegetotheriinae. 
Sallatherium altiplanense venne descritto per la prima volta nel 2005, sulla base di resti fossili ritrovati nella zona di Salla, in Bolivia. Oltre a questo genere, nello stesso giacimento è stato ritrovato un altro egetototeriide (Prohegetotherium schiaffinoi) più piccolo e diffuso.